# Eurois tibetica
Eurois tibetica là một loài bướm đêm trong họ Noctuidae.